# Ravna Romanija
Ravna Romanija (en serbe cyrillique : Равна Романија) est un village de Bosnie-Herzégovine. Il est situé sur le territoire de la ville d'Istočno Sarajevo, dans la municipalité de Sokolac et dans la république serbe de Bosnie. Selon les premiers résultats du recensement bosnien de 2013, il compte 260 habitants.

## Géographie
Le village est situé au nord du mont Romanija.

## Histoire
Le monastère de Sokolica, dédié à saint Georges, qui dépend de la métropole de Dabro-Bosna, est situé sur le territoire du village.

## Démographie

### Évolution historique de la population dans la localité
| 1948 | 1953 | 1961 | 1971 | 1981 | 1991 | 2013 |
| ---- | ---- | ---- | ---- | ---- | ---- | ---- |
| -    | -    | 185  | 175  | 120  | 115  | 260  |

|  |